# IC 123
IC 123 ist eine linsenförmige Galaxie vom Hubble-Typ SAB0/a im Sternbild Walfisch am Südsternhimmel. Sie ist rund 413 Millionen Lichtjahre von der Milchstraße entfernt und hat einen  Durchmesser von etwa 45.000 Lichtjahren. Sie ist als Seyfertgalaxie klassifiziert, das ist ein spezieller Typ sehr heller Galaxien, die zur Gruppe der Aktiven Galaktischen Kerne (AGN) gezählt werden. In ihrer optischen Nähe steht die Galaxie PGC 1228811, mit der sie aber sonst nichts verbindet.
Das Objekt wurde am 6. Januar 1894 vom französischen Astronomen Stéphane Javelle entdeckt.